# Archie e Sabrina
Archie e Sabrina (The Archie Show) è una serie televisiva a cartoni animati basata sui fumetti Archie Comics, realizzata nel 1968 dalla Filmation, per un'unica stagione da 17 episodi.
In questa serie ha fatto la sua prima uscita dai fumetti il personaggio di Sabrina Spellman; essa vi appare ancora come era stata originariamente concepita, ovvero una ragazza alta e slanciata, con i capelli bianchi e le lentiggini.
In seno a Archie e Sabrina nacque il progetto musicale The Archies, un gruppo musicale immaginario (simile all'idea di Alvin and the Chipmunks), che conobbe il successo internazionale grazie al successo del brano Sugar, Sugar.

## Lista episodi
| nº | Titolo originale            | Titolo italiano | Prima TV USA      | Prima TV Italia |
| -- | --------------------------- | --------------- | ----------------- | --------------- |
| 1  | The Added Distraction       |                 | 14 settembre 1968 | 1990            |
| 1  | The Disappearing Act        |                 | 14 settembre 1968 | 1990            |
| 2  | A Hard Day's Knight         |                 | 21 settembre 1968 |                 |
| 2  | Beauty Is Only Fur Deep     |                 | 21 settembre 1968 |                 |
| 3  | Anchors Away                |                 | 28 settembre 1968 |                 |
| 3  | Jughead's Double            |                 | 28 settembre 1968 |                 |
| 4  | The Circus                  |                 | 5 ottobre 1968    |                 |
| 4  | The Prize Winner            |                 | 5 ottobre 1968    |                 |
| 5  | Flying Saucers              |                 | 12 ottobre 1968   |                 |
| 5  | Field Trip                  |                 | 12 ottobre 1968   |                 |
| 6  | The Marathon Runner         |                 | 19 ottobre 1968   |                 |
| 6  | Way Out West                |                 | 19 ottobre 1968   |                 |
| 7  | Hot Rod Drag                |                 | 26 ottobre 1968   |                 |
| 7  | Snow Business               |                 | 26 ottobre 1968   |                 |
| 8  | Chimp Off the Old Block     |                 | 2 novembre 1968   |                 |
| 8  | Who's Afraid of Reggie Wolf |                 | 2 novembre 1968   |                 |
| 9  | Kids Day                    |                 | 9 novembre 1968   |                 |
| 9  | Jughead 'Sampson' Jones     |                 | 9 novembre 1968   |                 |
| 10 | Rocket Rock                 |                 | 16 novembre 1968  |                 |
| 10 | Par One                     |                 | 16 novembre 1968  |                 |
| 11 | Groovy Ghosts               |                 | 23 novembre 1968  |                 |
| 11 | PFC Hot Dog                 |                 | 23 novembre 1968  |                 |
| 12 | Surf Bored                  |                 | 30 novembre 1968  |                 |
| 12 | The Computer                |                 | 30 novembre 1968  |                 |
| 13 | The Old Sea Dog             |                 | 6 dicembre 1968   |                 |
| 13 | Jughead's Girl              |                 | 6 dicembre 1968   |                 |
| 14 | Dilton's Folly              |                 | 13 dicembre 1968  |                 |
| 14 | Lodge Department Stores     |                 | 13 dicembre 1968  |                 |
| 15 | Private Eye Jughead         |                 | 20 dicembre 1968  |                 |
| 15 | Reggie's Cousin             |                 | 20 dicembre 1968  |                 |
| 16 | Strike Three                |                 | 27 dicembre 1968  |                 |
| 16 | Cat Next Door               |                 | 27 dicembre 1968  |                 |
| 17 | Jones Farm                  |                 | 4 gennaio 1969    |                 |
| 17 | Veronica's Veil             |                 | 4 gennaio 1969    |                 |